# Чойнзонов, Евгений Лхамацыренович
Евге́ний Лхама́цыре́нович Чойнзо́нов (бур.  Чойнзонов Һамасэрэнэй Евгений; род. 14 декабря 1952 года, с. Жаргаланта, Селенгинский район, Бурятская АССР, РСФСР, СССР) — учёный-клиницист, директор НИИ онкологии ТНИМЦ РАН, заведующий Кафедрой онкологии Сибирского государственного медицинского университета, доктор медицинских наук, профессор, академик РАМН (2011, с 2014 — РАН), член Президиума РАН (с сентября 2017). Руководитель Национального исследовательского медицинского центра РАН (с 2016—2018). Общественный деятель. Лауреат Государственной премии Российской Федерации в области науки и технологий (2020 год).

## Биография
Родился в семье бурятских совслужащих в селении Жаргаланта. Учился в местной средней школе, показав отличные результаты успеваемости. Брат — Банзаракца Лхамацыренович (Борис Чойнзонов), кандидат технических наук сделал карьеру на госслужбе, в конце 1990-х — начале 2000-х был депутатом Областной думы Законодательного собрания Свердловской области, где являлся председателем комитета по экономической политике, бюджету, финансам и налогам.
Принял решение учиться на врача и уехал в Томск, поступил на Лечебный факультет Томского медицинского института (ЛФ ТМИ).
После успешного окончания ТМИ, а затем и клинической ординатуры на Кафедре оториноларингологии ТМИ Е. Л. Чойнзонов был приглашён на должность младшего научного сотрудника Отделения опухолей головы и шеи в Сибирский филиал Всесоюзного онкологического научного центра АМН СССР, открытого в Томске в 1979 году. В дальнейшем учреждение будет реорганизовано в Томский НИИ онкологии ТНЦ СО АМН СССР.
Е. Л. Чойнзонов подготовил и успешно защитил последовательно кандидатскую (1984) и докторскую (1995) диссертации по специальности «онкология». В 1995 году Евгений Лхамацыренович Чойнзонов становится ведущим научным сотрудником Отделения опухолей головы и шеи НИИ онкологии (Томск). В 2002 году Е. Л. Чойнзонову было присвоено учёное звание профессора по специальности «онкология». В том же году он был избран директором НИИ онкологии Томского научного центра СО РАМН — одного из ведущих в стране учреждений по борьбе с раком.
С 2004 года Е. Л. Чойнзонов заведует Отделением опухолей головы и шеи НИИ онкологии. В 2005 году профессор Е. Л. Чойнзонов был избран членом-корреспондентом Российской академии медицинских наук по специальности «онкология», а в 2011 г. — действительным членом (академиком) РАМН. При реорганизации РАМН (слияние с РАН) в 2014 году становится академиком Российской академии наук.
При упразднении в 2014 году ТНЦ СО РАМН (в связи с включением РАМН в состав РАН), академик Чойнзонов активно продвигает инициативу создания в Томске Федерального научного медицинского центра, руководит работой по его организации с 2015 года. В дальнейшем возглавил этот вновь созданный (в начале 2017 года) Томский национальный исследовательский медицинский центр Российской академии наук (ТНИМЦ РАН).
Основное направление деятельности Е. Л. Чойнзонова сосредоточено на новых подходах к лечению больных опухолями головы и шеи на основе органо-сохраняющих операций в сочетании с интраоперационной электронной и дистанционной нейтрон-захватывающей терапией. Разработанные им современные методические подходы к голосовой реабилитации больных после комбинированного лечения рака позволяют обеспечить высокую эффективность восстановления голосообразующей функции. Создана оригинальная программа комбинированного лечения больных раком гортани и гортаноглотки, раком полости рта и ротоглотки с использованием противоопухолевой химиотерапии и фотонной терапии в режиме мультифракционирования дозы.
Фундаментальные исследования касаются проблем злокачественного роста и в первую очередь — закономерностей распространения и патогенеза злокачественных новообразований на территории Сибири и Дальнего Востока. В процессе изучения эндогенных и экзогенных этиологических факторов рака под руководством профессора Е. Л. Чойнзонова получены приоритетные данные о вовлечении вирусов папилломы человека в формирование опухолей головы и шеи, а также о влиянии полиморфизма генов системы детоксикации ксенобиотиков на риск возникновения рака гортани. Исследуется проблема совершенствования ранней диагностики и оценки прогноза заболевания на основе выявления молекулярных маркеров, ассоциированных с высоким риском возникновения и развития злокачественного процесса.
Е. Л. Чойнзонов является автором и соавтором более 600 научных публикаций, в том числе 11 монографий, 150 российских и зарубежных статей, принял участие как соавтор в создании 21 изобретения.
Пристальное внимание Евгений Лхамацыренович уделяет подготовке научных кадров. Под его руководством защищено семь докторских и 14 кандидатских диссертаций. Педагогическая деятельность Е. Л. Чойнзонова связана с преподаванием на Кафедре онкологии Сибирского государственного медицинского университета (бывший ТМИ) — кузнице молодых специалистов-онкологов.
В настоящее время (2018) Е. Л. Чойнзонов — директор Томского НИМЦ, заведующий Отделением опухолей головы и шеи НИИ онкологии Томского НИМЦ, заведующий Кафедрой онкологии ФГБОУ ВО СибГМУ Минздрава России.
Е. Л. Чойнзонов является руководителем проектов федеральных целевых проектов, РФФИ, Администрации Томской области. Важное место в деятельности Е. Л. Чойнзонова занимает научно-организационная и общественная работа.
По состоянию на 2018 год является руководителем 9 федеральных целевых программ (2006—2007, 2010—2012, 2016), 6 грантов РФФИ (2008—2015), интеграционного проекта СО РАМН (2006—2007), гранта Администрации Томской области (2008), гранта РНФ (2016—2018), ФЦП «Развитие фармацевтической и медицинской промышленности Российской Федерации на период до 2020 года и дальнейшую перспективу» (2017—2019), ФЦП «Исследования и разработки по приоритетным направлениям развития научно-технологического комплекса России на 2014—2020 годы» (2017—2019). Является представителем РФ в Международной Федерации Специалистов по опухолям головы и шеи (IFHNOS, USA) и Евразийского сообщества специалистов по опухолям головы и шеи.
Как общественный деятель, Е. Л. Чойнзонов:
- председатель Учёного совета НИИ онкологии ТНИМЦ РАН;
- председатель диссертационного совета «Д 001.32.01» при НИИ онкологии;
- председатель проблемной комиссии «56.09» — «Онкология» Межведомственного совета по медицинским проблемам Сибири, Дальнего Востока и Крайнего Севера;
- член правления Ассоциации директоров центров и институтов онкологии, радиологии и рентгенологии стран СНГ;
- член комиссии при Губернаторе Томской области по мониторингу достижения Томской областью целевых значений показателей социально-экономического развития, определённых Президентом Российской Федерации (2017);
- член Президиума Сибирского отделения РАМН/РАН;
- член Экспертного совета СО РАН;
- член Президиума Ассоциации онкологов России;
- заместитель председателя проблемной комиссии «Опухоли головы и шеи» Научного совета по злокачественным новообразованиям РФ;
- председатель Томского областного общества онкологов;
- главный онколог Сибирского федерального округа (2017).

Активно участвует в научно-издательской деятельности:
- главный редактор «Сибирского онкологического журнала» (Томск);
- член редколлегии журналов:
  - «Онкология. Журнал имени П. А. Герцена» Архивная копия от 4 октября 2017 на Wayback Machine (Москва);
  - «Вопросы онкологии» (Санкт-Петербург);
  - «Онкохирургия» Архивная копия от 1 октября 2017 на Wayback Machine (Москва);
  - «Опухоли головы и шеи» (Москва);
  - «Бюллетень СО РАМН» (Новосибирск, до 2015);
- член редакционных советов журналов:
  - «Annals of Oncology. Новые подходы в онкологии» (московская редакция; ESMO & Oxford University Press);
  - «Саркомы костей, мягких тканей и опухоли кожи» Архивная копия от 6 июля 2020 на Wayback Machine (Москва);
  - «Бюллетень сибирской медицины» (Томск);
  - «Сибирский медицинский журнал» (Томск);
  - «Креативная хирургия и онкология» (Уфа).

В 2012 году академик Е. Л. Чойнзонов становится членом Общественной палаты Томской области IV созыва при Губернаторе Томской области и немедленно избран её председателем. В 2014 году вновь введён в состав ОПТО (V созыв) по списку Губернатора Томской области и вновь становится председателем Палаты.

## Награды, звания
- 9 июня 2021 года Указом Президента Российской Федерации присуждена Государственная премия Российской Федерации в области науки и технологий за 2020 год, за создание фундаментального междисциплинарного биомедицинского подхода к лечению реконструкции при опухолях органов головы и шеи[7].
- Почетный гражданин Томской области (27 октября 2022) — за выдающиеся заслуги перед Томской областью, значительный вклад в развитие медицинской науки, образования и здравоохранения Томской области
- медаль ордена «За заслуги перед Отечеством» II степени (2015)
- нагрудный федеральный знак «Отличнику здравоохранения РФ» (2004)
- Благодарность Президента Российской Федерации (2012)
- Почётная грамота Совета Федерации Федерального Собрания Российской Федерации (2017)
- Благодарность Полномочного представителя Президента РФ в Сибирском федеральном округе (2012)
- знак отличия ФАНО России «За заслуги в развитии науки» (2017)
- Почётный знак отличия «За заслуги перед Томской областью» (18.12.2017)[8]
- Почётный знак отличия мэра Томска «Гордость Томска» (2017)
- общественная награда Почётный серебряный орден «Общественное признание Архивная копия от 7 мая 2018 на Wayback Machine» (2012)
- медаль «70 лет Томской области» (10.04.2014)
- медаль «400 лет Томску. За заслуги перед городом» (2004)
- памятная серебряная медаль СО РАН имени академика М. А. Лаврентьева (30.05.2017)
- почётная медаль Европейской академии естественных наук имени лауреата Нобелевской премии Рудольфа Вирхова (2005)
- медаль СибГМУ «За заслуги перед Сибирским государственным медуниверситетом» (2011)
- юбилейная медаль ТПУ «120 лет Томскому политехническому университету» (2016)
- награда Межрегиональной ассоциации экономического взаимодействия субъектов Российской федерации «Сибирское соглашение» — звание и нагрудный знак «Кавалер Золотого Почётного знака „Достояние Сибири“» в номинации «Экология. Здоровье. Спорт» за совершенствование системы медицинского обслуживания населения на территории Сибири" (2016)
- серебряный нагрудный знак Законодательной Думы Томской области «Герб Томской области» (2012)
- Почётная грамота Государственной Думы Томской области (2004)
- Почётная грамота Профсоюза работников здравоохранения РФ (2009)
- Благодарность Народного штаба общественной поддержки кандидата в Президенты РФ В. В. Путина (2012)
- Благодарность Департамента здравоохранения Администрации Томской области (2011)
- академик (2011, 2014), член Президиума РАН (2017)
- обладатель Почётного звания «Заслуженный ветеран Сибирского отделения РАН» (2017)
- лауреат премии Томской области в сфере образования и науки (2012)
- звание «Почётный профессор Сибирского государственного медицинского университета» (2017)
- занесён в «Книгу Почёта ФПО Томской области» (2013)

## Сочинения
Соавтор 16-ти монографий и 64-х научных статей, см. список на сайте ТНИМЦ (2017) Архивная копия от 4 октября 2017 на Wayback Machine.